# Amit a fiatal asszonynak tudnia kell
Az Amit a fiatal asszonynak tudnia kell egy Horthy-korszakbeli népszerű nőnevelési mű Csaba Margit tollából.
A Szent István Társulat gondozásában Budapesten először 1937-ben megjelent munka a szerző négy részes katolikus–keresztény nőnevelési sorozatának 3-dik kötete, a Amit a nagyleánynak tudnia kell folytatása. Témaköre a fiatal házas nők új életének bemutatása, a fiatalok felkészítése erre az életszakaszra. Csaba Margit így leírja művében többek között a születés csodáját, az öröklés titkait, a nemiség keresztény szemszögből való kezelését, illetve a házasság első éveinek megszokását.
A mű folytatásának tekinthető az ugyancsak Csaba Margit által kiadott Amit az édesanyának tudnia kell című mű. A könyv mindezideig új vagy reprint kiadással nem rendelkezik.